# Église Notre-Dame de Cholet
L'église Notre-Dame est située au cœur du centre historique de Cholet, dans le diocèse d'Angers et le département de Maine-et-Loire en France.
Principal édifice religieux de la ville, ce sanctuaire néo-gothique, qui s'inspire de l'esthétique des grandes cathédrales du nord de la France, se distingue par ses dimensions imposantes qui en font la deuxième plus vaste église du diocèse, après la cathédrale Saint-Maurice d'Angers. Ses deux flèches de pierre ajourées, qui culminent à 65 mètres, en font un repère incontournable dans le paysage urbain.
La construction de l'église a duré un peu plus de trente ans, de 1854 à 1887. Elle est inscrite au titre des monuments historiques depuis 1999.

## Localisation
L'église est située dans le centre-ville de Cholet, sur le parvis Saint Jean-Paul-II à proximité de la place Travot. Elle fait partie de la paroisse Saint-Pierre - Notre-Dame, réunissant les deux églises Saint-Pierre et Notre-Dame.

## Historique
Une première chapelle du prieuré Notre-Dame est édifiée vers le XIe siècle à l'emplacement de l'église actuelle par des religieux de l'abbaye vendéenne de Saint-Michel-en-l'Herm,. Aux alentours de 1185, la chapelle devient église paroissiale avec son premier curé, Guillaume de Bland.
Au XVe siècle, cette chapelle des religieux du prieuré est construite : petite, non voûtée, avec des bas-côtés très étroits et une horloge extérieure.
Durant la Révolution, cette petite église échappe à l'incendie et à la destruction car elle sert de magasin de fourrage, d'écurie puis de prison. En l'absence d'entretien et de réparation, elle se détériore très rapidement : murs en ruine et nus (ils étaient autrefois recouverts de tapisseries de laine). En 1812, devant le danger résultant de la chute de pierres de ses murs, cette église en ruine est fermée au public par arrêté préfectoral. L'église Saint-Pierre accueille les paroissiens de Notre-Dame durant la fermeture.
En 1814, l'église en ruine est démolie et une nouvelle, la troisième, est reconstruite à la place, à la façon des églises poitevines, avec clocher formant une tour-lanterne, au-dessus du maître-autel. On doit sa reconstruction au curé Élie Beurier nommé en 1802. Elle est achevée en 1820.
La nouvelle église devient vite trop petite, l'édification d'une quatrième église est entreprise de 1853 (ou 1854) à 1887, d'après les plans de l'architecte bellopratain Alfred Tessier,,.
En 1872 Auguste Turpault (1807-1877), fils de François, ancien maire de Cholet (1815-1821), offre l'autel (qui initialement comprend six bougeoirs), ainsi que le vitrail situé au-dessus de la porte d'entrée de l'église.
Dès 1883, après la nef, les deux clochers et flèches sont élevées sous l'autorité de Louis-Joseph Luçon.
L'édifice, propriété de la commune, est inscrit à l'inventaire des monuments historiques en 1999.
Des travaux de restauration sont programmés pour 2016 : pointes de flèches, ceintures métalliques, contreforts et vitraux.

## Description
Inspirée des cathédrales du nord de la France, cette église est réalisée en pierre, dans un style néo-gothique. Elle possède un chœur à cinq absidioles et un transept. Elle est coiffée de deux clochers, prolongés chacun d'une flèche élancée et pointue, surmontée d'une croix en fer forgé, s'élevant à 65 mètres au-dessus du parvis. Ses dimensions imposantes en font la deuxième plus vaste église du diocèse derrière la cathédrale Saint-Maurice d'Angers.
Sur la façade, une statue de la Vierge, visible depuis le parvis devant l'entrée principale, est l'œuvre du sculpteur choletais Stanislas Biron.
On trouve notamment à l'intérieur : 
- un tableau, le Triomphe de la Vierge, peinture à l'huile du XVIIe siècle[14] ;
- un autel[10] avec croix et six chandeliers du XIXe siècle[15] ;
- deux sculptures du choletais Hippolyte Maindron[16] : 
  - Sainte Geneviève par ses prières désarme Attila (groupe en marbre de 1857),
  - Le Baptême de Clovis par Saint Rémi (groupe en marbre de 1865).

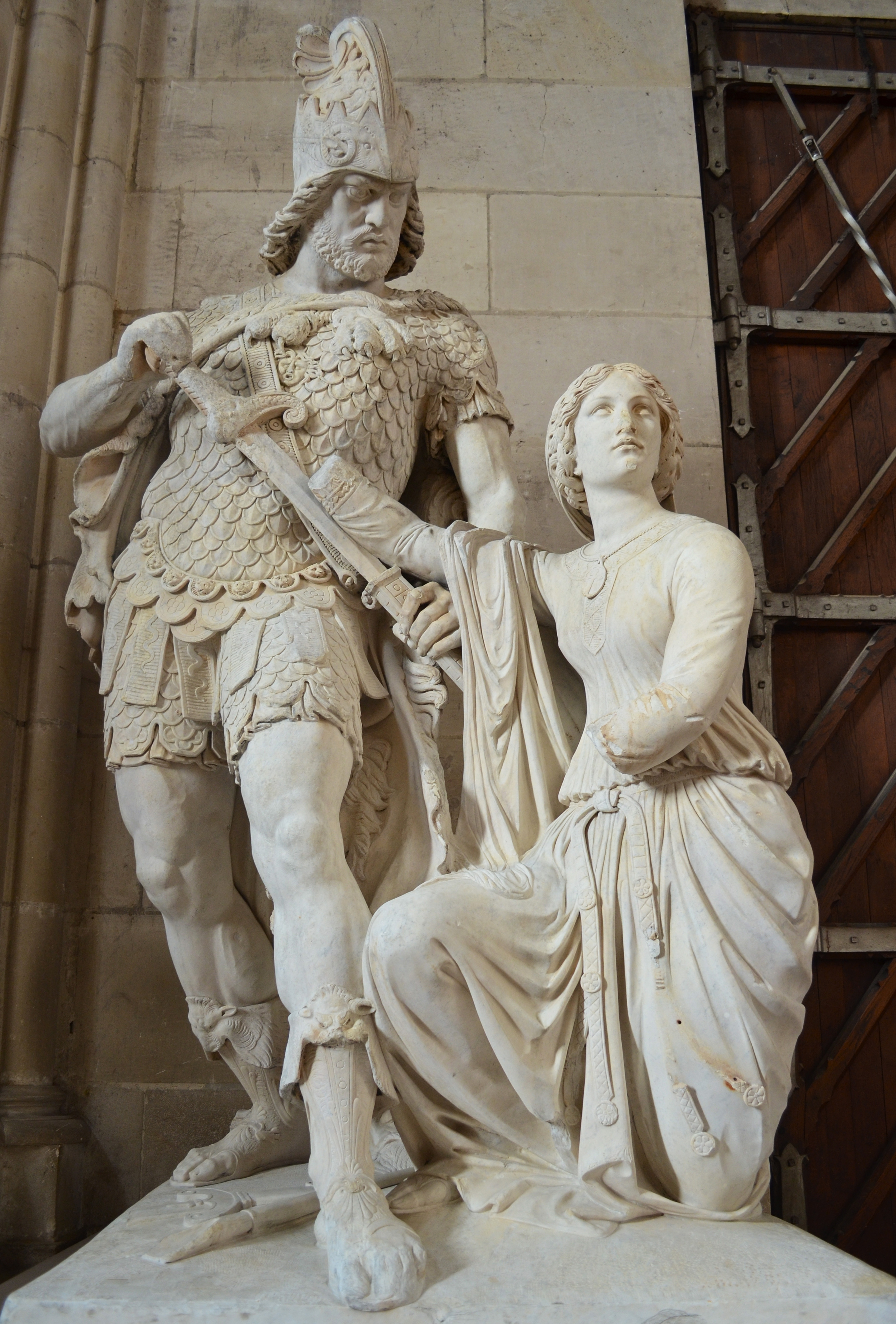
Sainte Geneviève par ses prières désarme Attila.
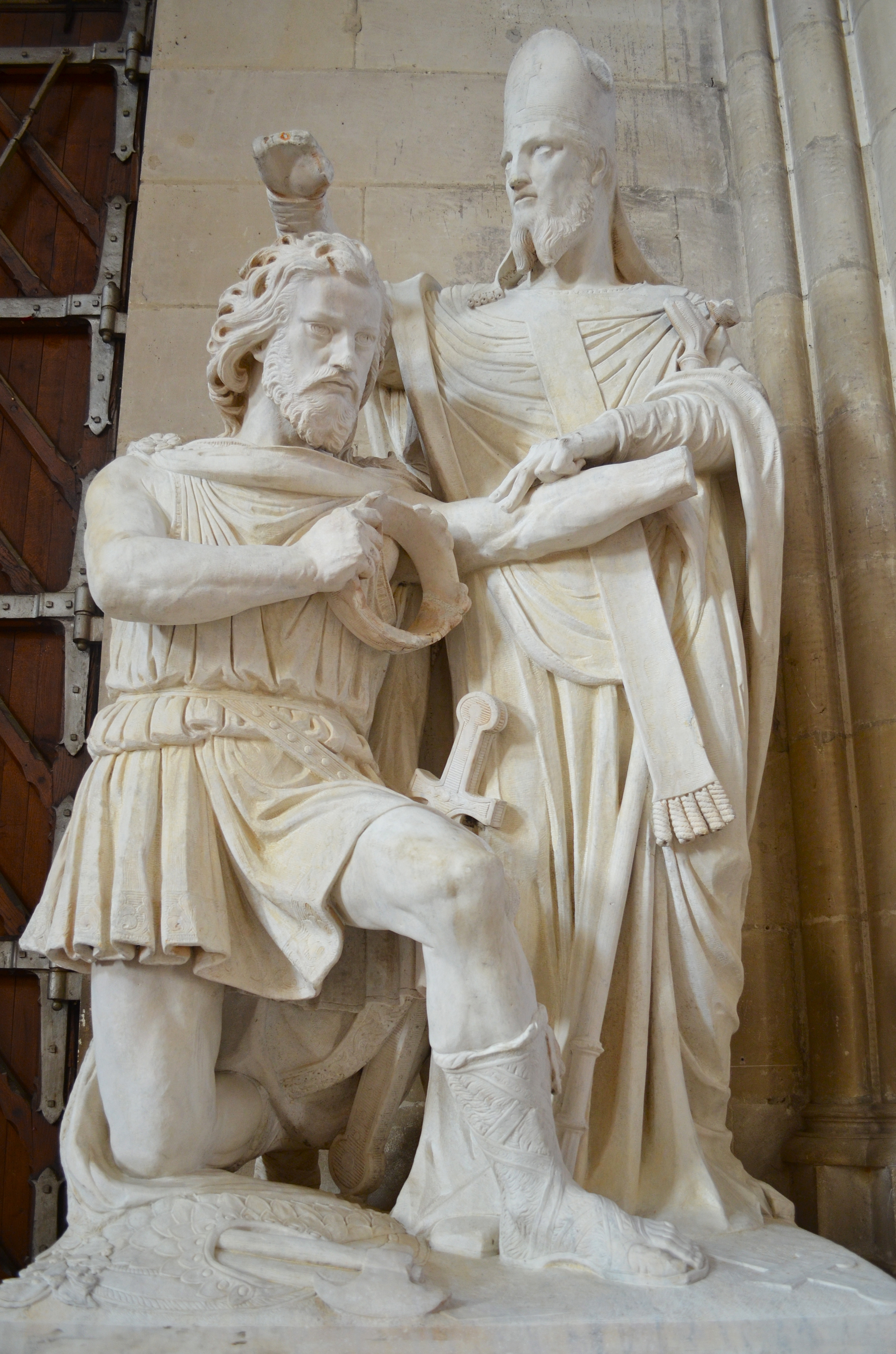
Le Baptême de Clovis par Saint Rémi.

### Cloches
Depuis 1885, quatre cloches situées dans le beffroi nord composent le carillon de Notre-Dame  :
- Marie-Joseph, un bourdon de 1 500 kg — baptisé en 1848 avec pour parrain Aimé Bonnet et pour marraine Mme Moricet — qui donne le do dièse ;
- Agathe, d'un poids de 1 200 kg — baptisée en 1847 avec pour parrain Bernard Vallée et pour marraine Mlle Agathe Bonnet — qui donne le ré dièse ;
- Magdeleine, de 750 kg, fondue en 1837, sonne l'Angélus en mi ;
- Henriette, fondue en 1837, donne le sol dièse.

Ces quatre cloches donnent les notes correspondant à celles de la troisième octave du piano.

### Orgue
L'orgue a été construit par Joseph Beuchet entre 1965 et 1969. Il intègre l'ancien orgue construit par Louis Debierre, installé en 1903 dans l’église, d’abord au fond du chœur puis dans le transept droit, emplacement actuel de l'orgue.
L'instrument est composé de trois claviers manuels et d'un pédalier.

### Iconographie

Vues extérieures
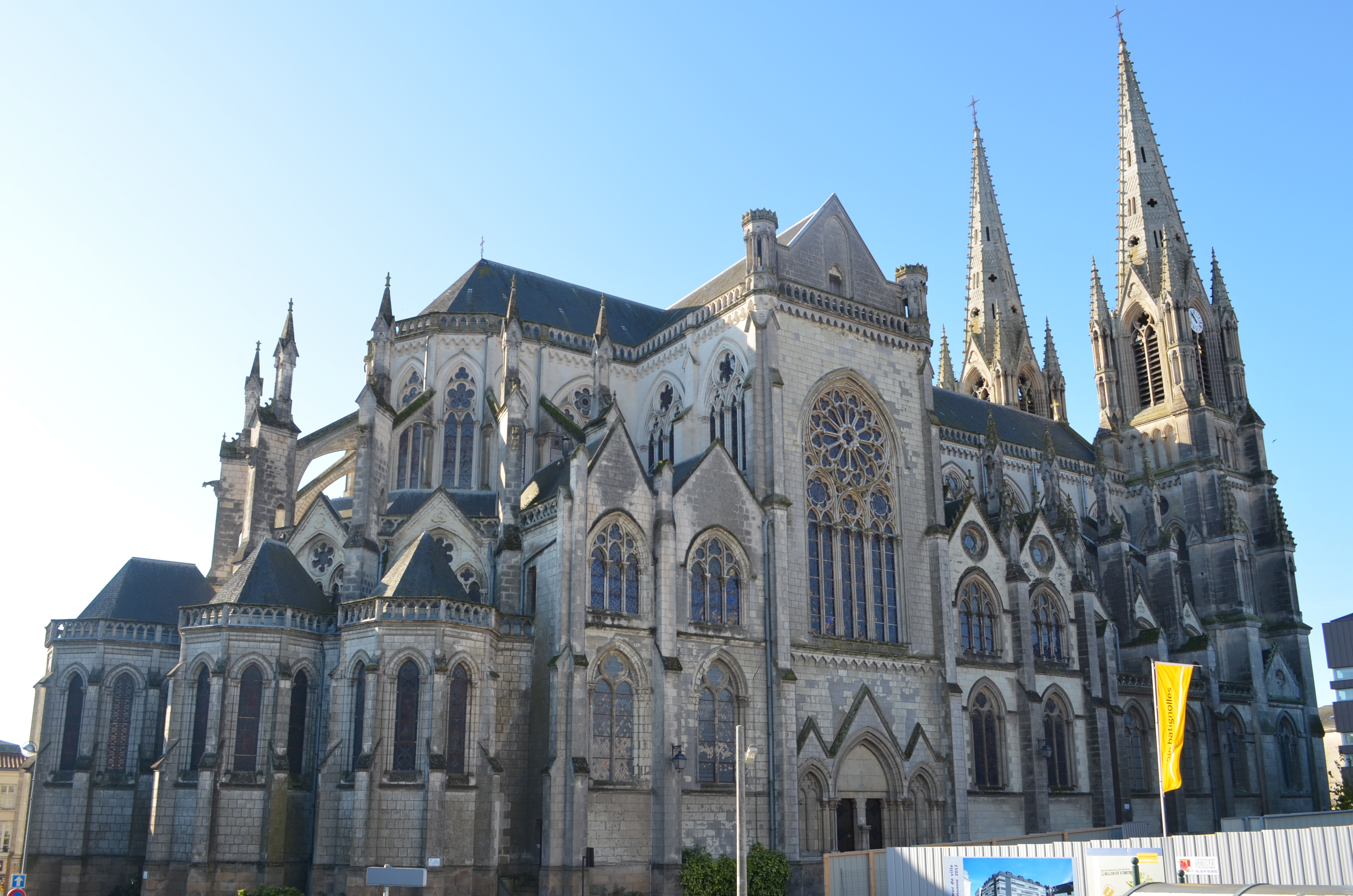
Vue d'ensemble.
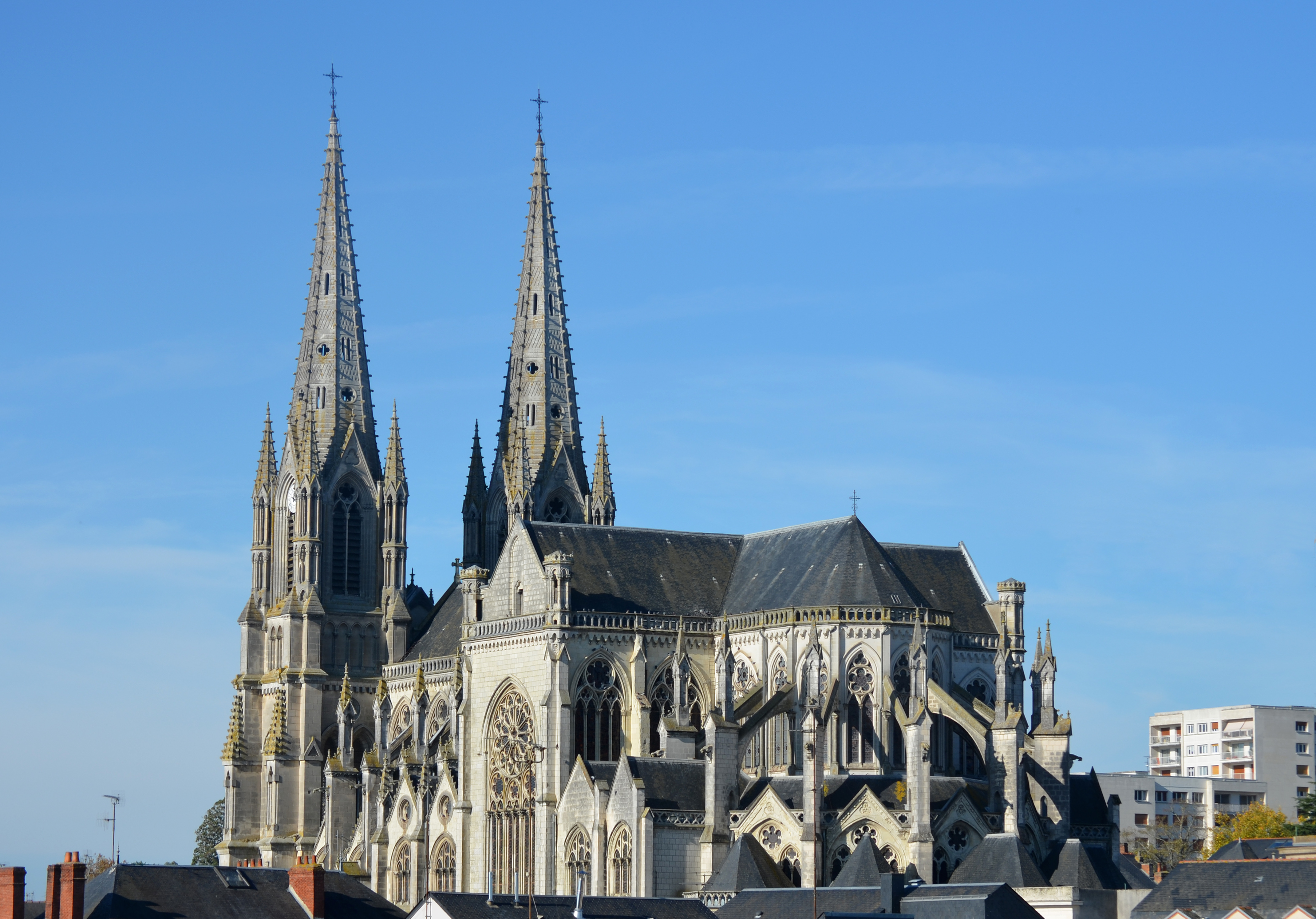
Vue dans la ville.
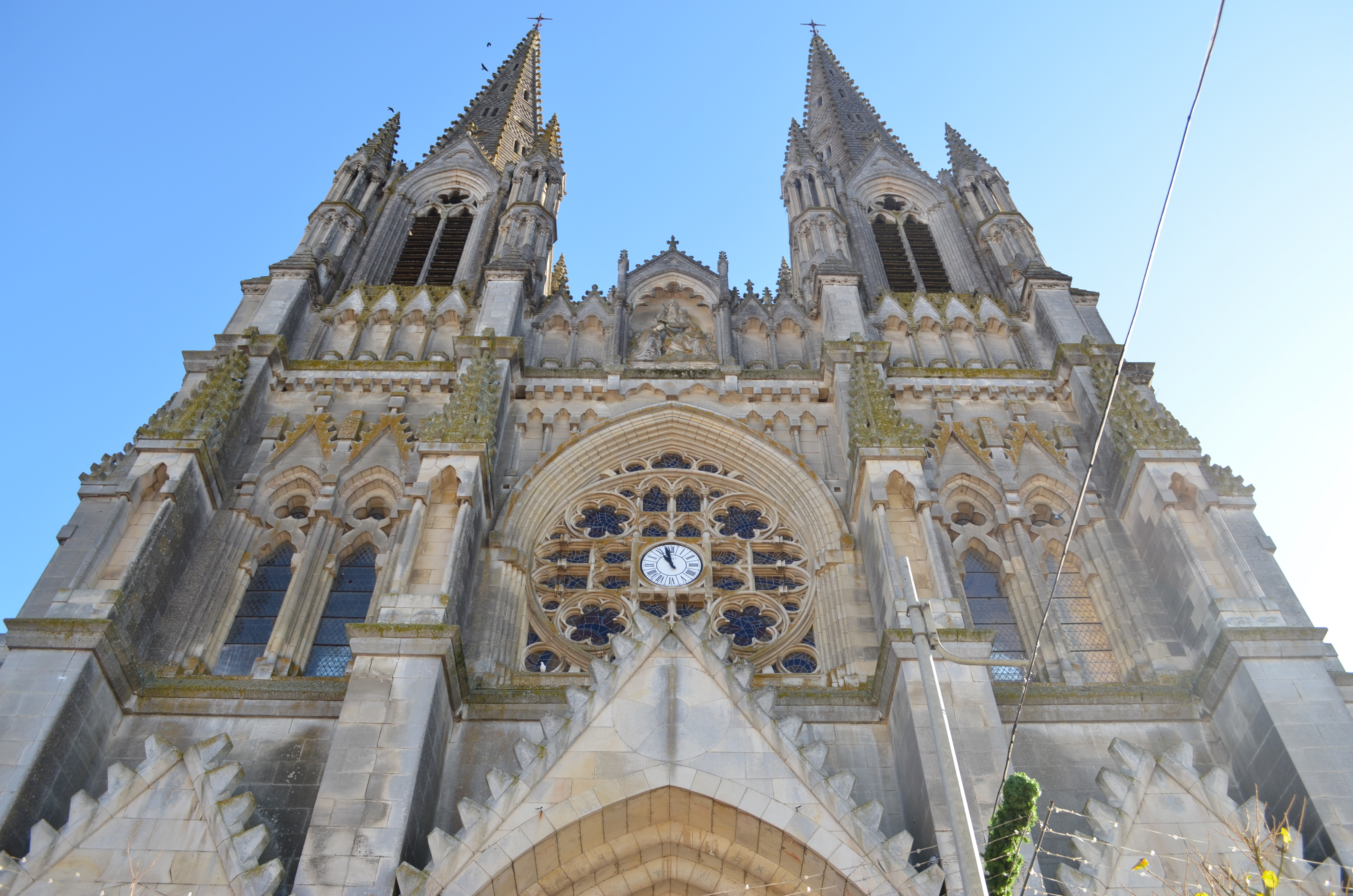
Clochers.
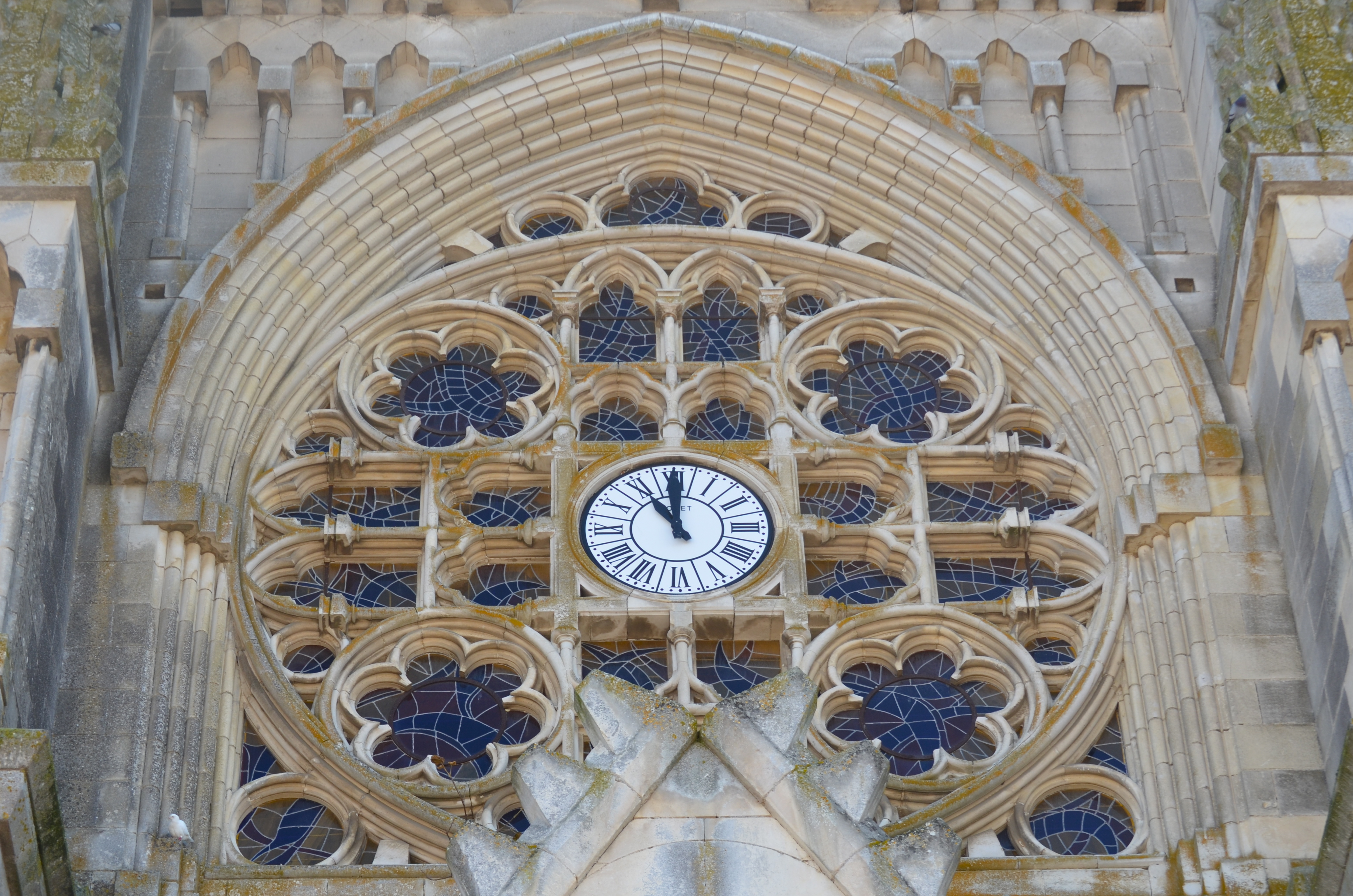
Rosace et horloge Bodet.
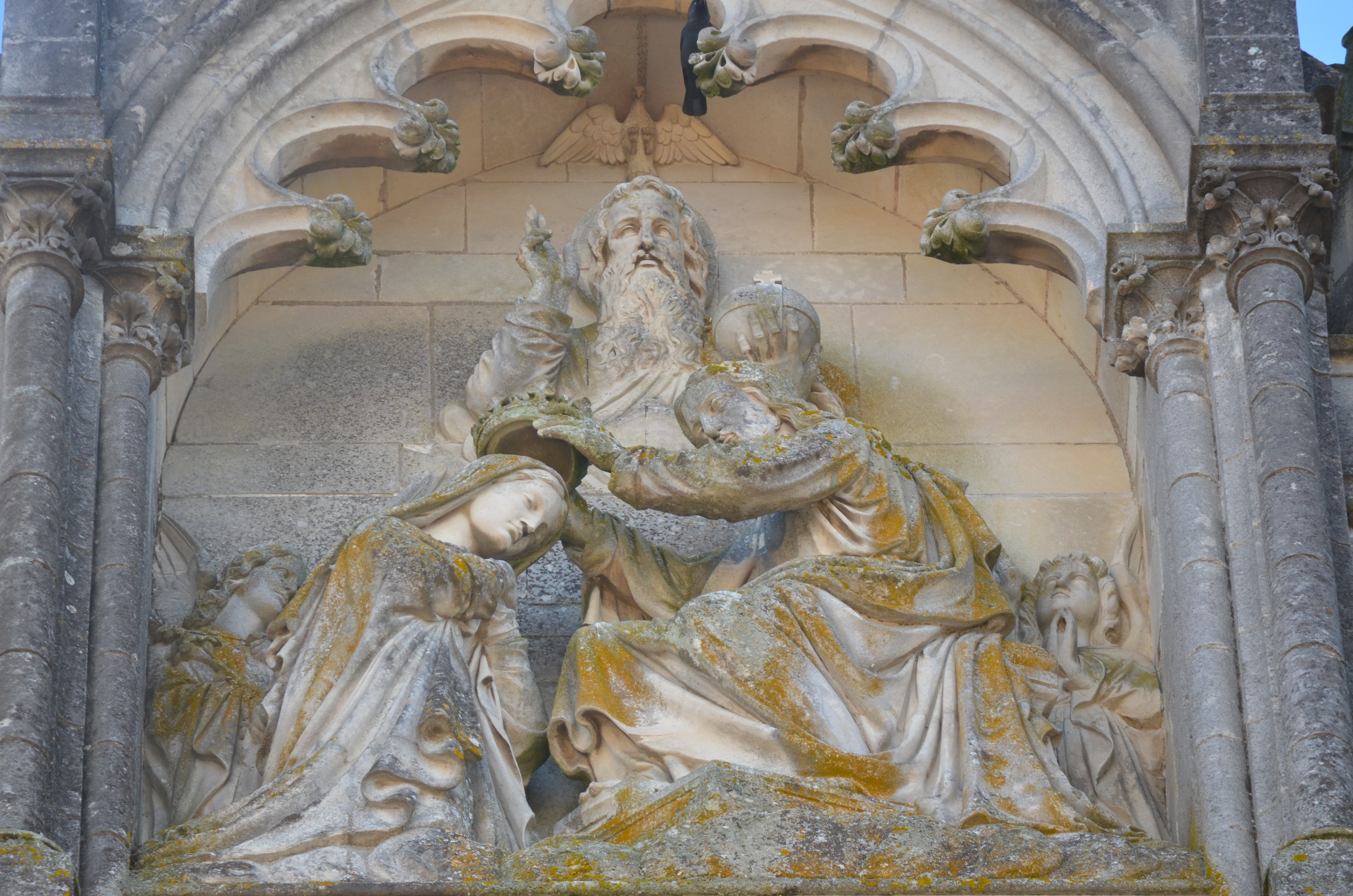
Sculpture entre les clochers.

Vues intérieures
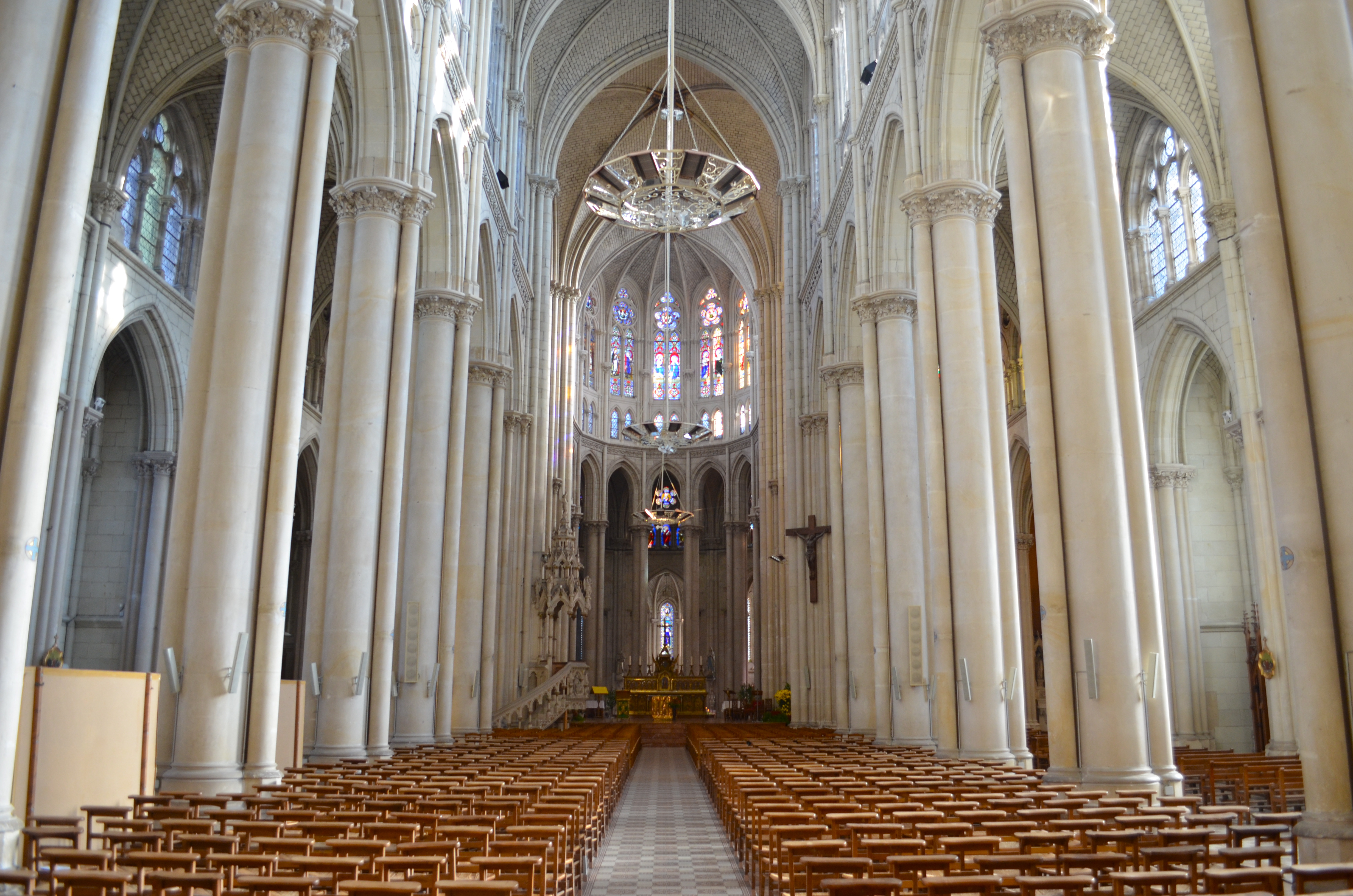
Nef.
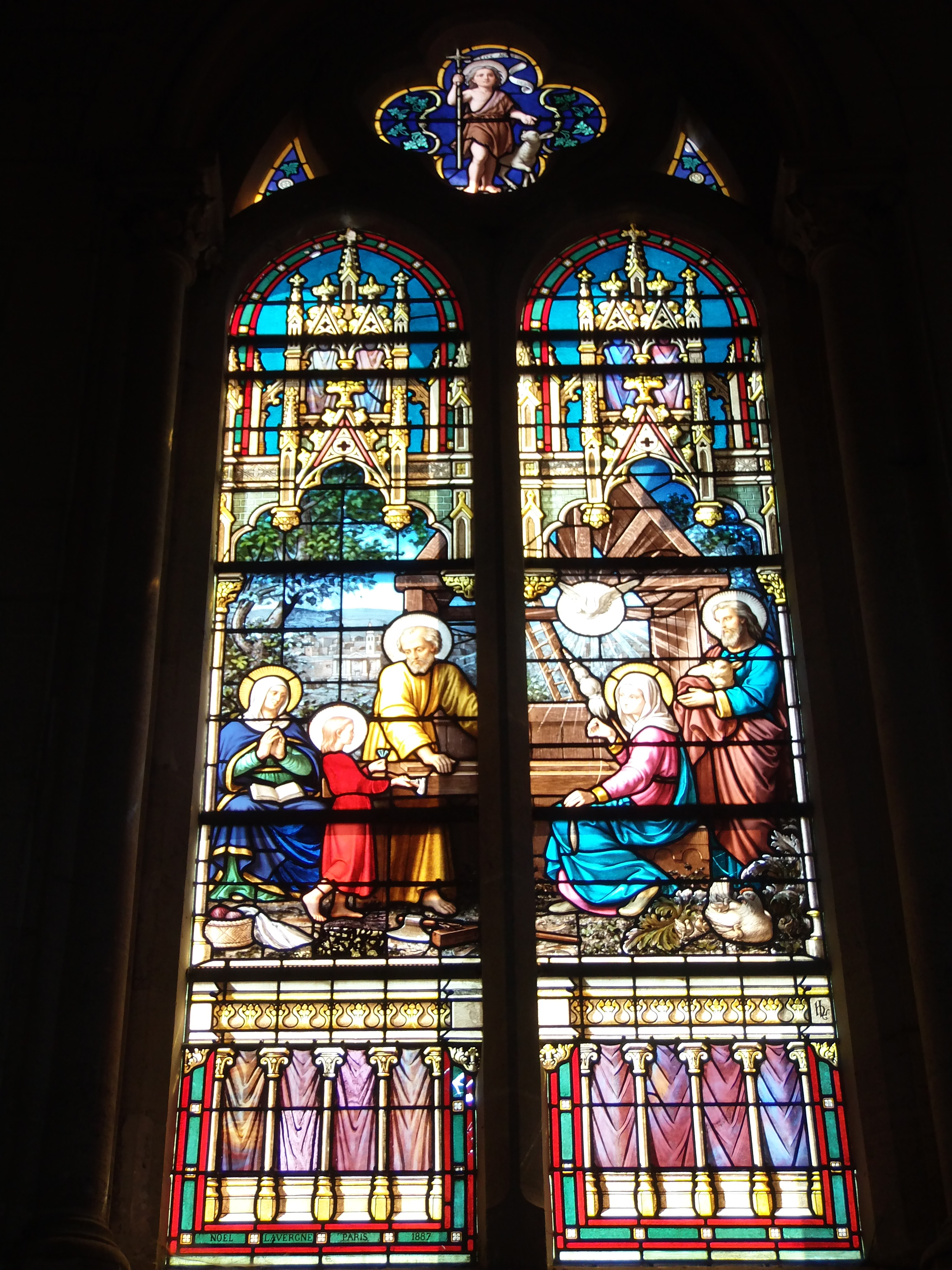
Vitraux.
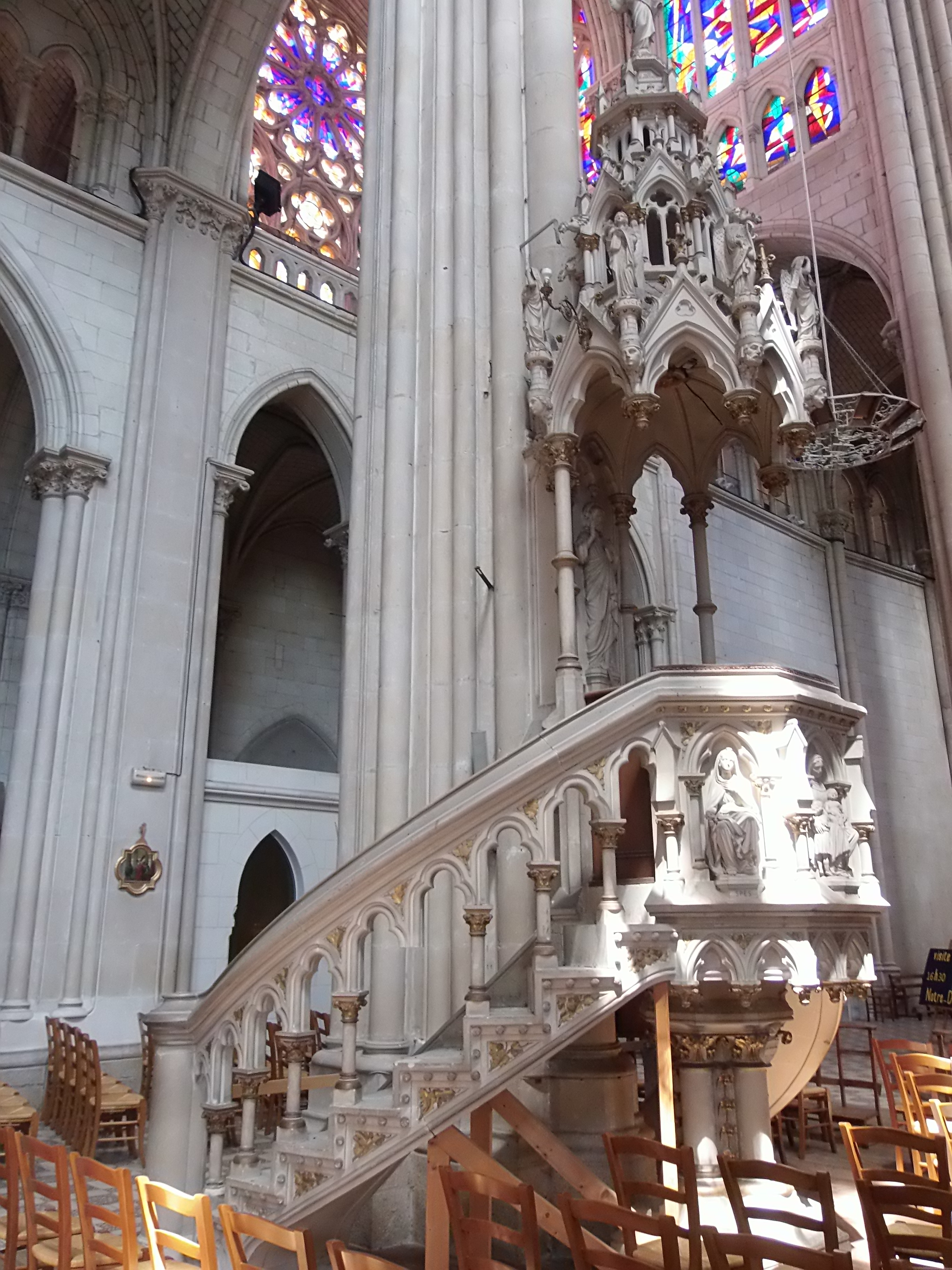
Chaire.
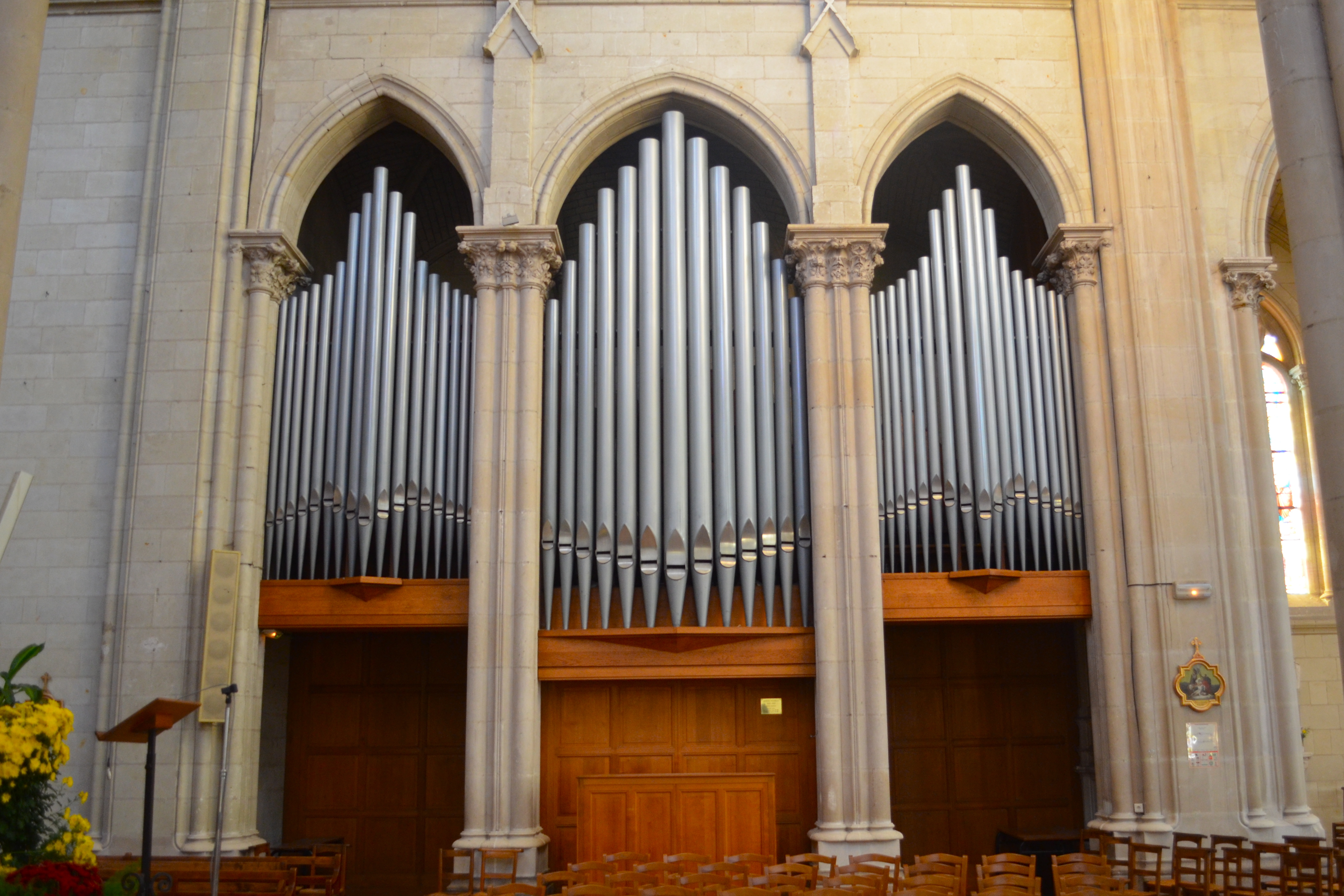
Orgues.
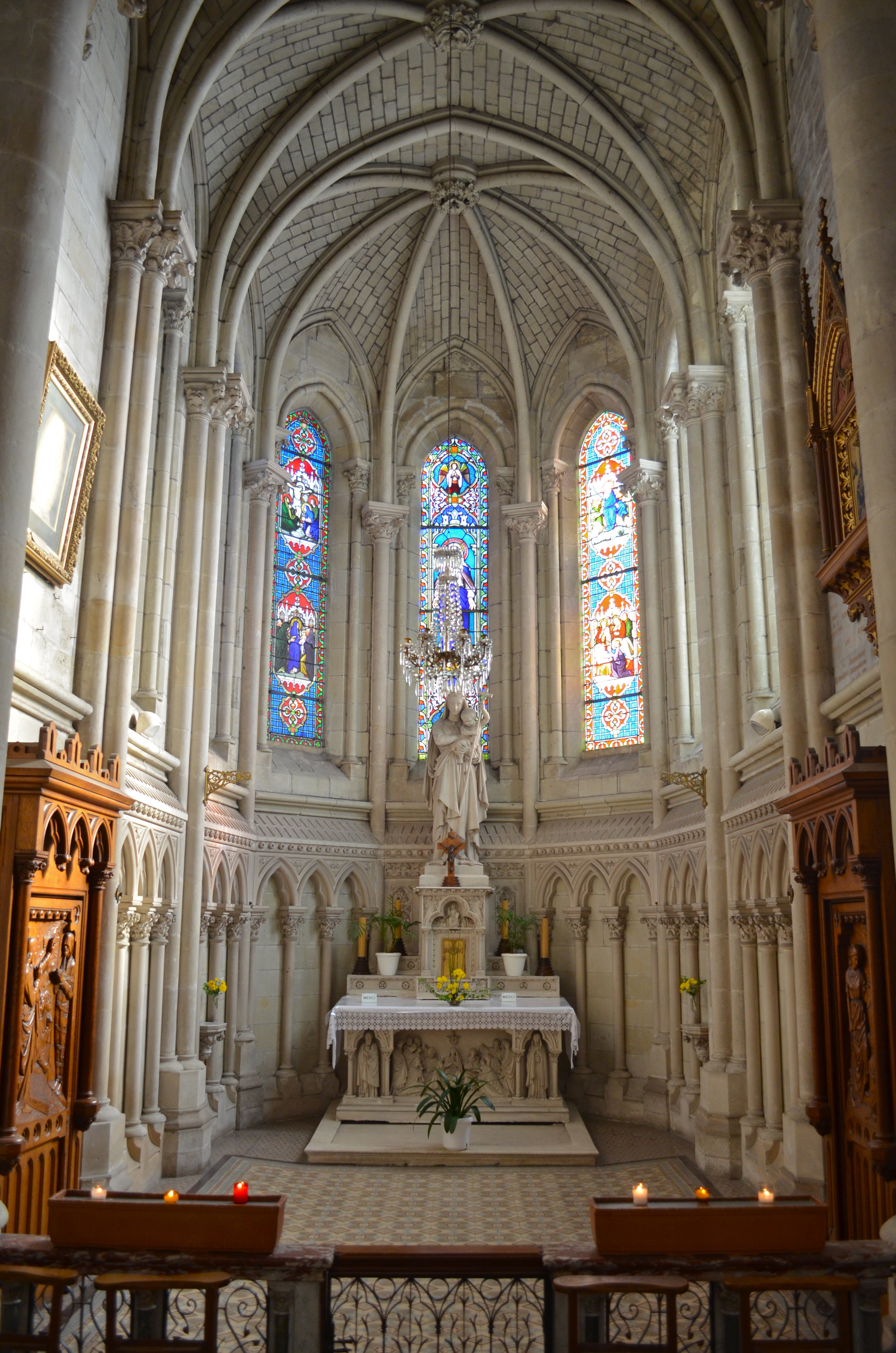
Chapelle de la Vierge.

## Liste des curés successifs
- François Rabin de 1770 à 1790 ;
- Élie Beurier de 1802 à 1824[18] ;
- François-Augustin Coutant de 1854 à 1882[19] ;
- Louis-Joseph Luçon de 1882 à 1888 ;
- Eugène Grellier de 1888 à 1893 ;
- Jean-Baptiste Dubillot de 1893 à 1928 ;
- Paul Gallard de 1928 à 1940 ;
- Pierre Douillard de 1941 à 1947 ;
- Joseph Amiot.